# آبشار برندی واین
آبشار برندی واین (به انگلیسی: Brandywine Falls) آبشاری است که در کشور کانادا واقع شده‌است و بلندترین ریزشگاه آن ۷۰ متر ارتفاع دارد. حوضهٔ آبریز این آبشار، رود چیکاموس است.